# Limena puhačka glazbala
Limena puhačka glazbala rabila su se u različitim prigodama još u doba antičkih civilizacija. Ta glazbala nemaju pisak (poput većine drvenih puhačkih glazbala), nego usnik. Usnik se pri sviranju prislanja na usta. Truba, rog i tuba – ali i trombon s ventilima – glazbala su na kojima se tonovi različite visine dobivaju pritiskanjem ventila. Zahvaljujući pronalasku ventila, ta su glazbala krajem 18. i početkom 19. stoljeća dobila mnogo veće zvučne i sviračke mogućnosti nego što su ih imala do tada, što je potaknulo mnoge skladatelje da sviračima tih glazbala posvete neka svoja djela. Trombon (pozauna) najčešće umjesto ventila ima povlačak koji svirač povlači kroz sedam različitih položaja. Tuba je najveće limeno puhačko glazbalo koje daje najdublje tonove. Limena puhačka glazbala su vodeća skupina glazbala puhačkih orkestara, koji često nastupaju na raznim svečanim proslavama, vojnim mimohodima i sličnim prigodama.

## Limena puhačka glazbala
- rog
- truba
- trombon
- tuba

## Vanjske poveznice

### Sestrinski projekti
|  | Zajednički poslužitelj ima još gradiva o temi limena puhačka glazbala |